# Dorfkirche Wilhelmsaue

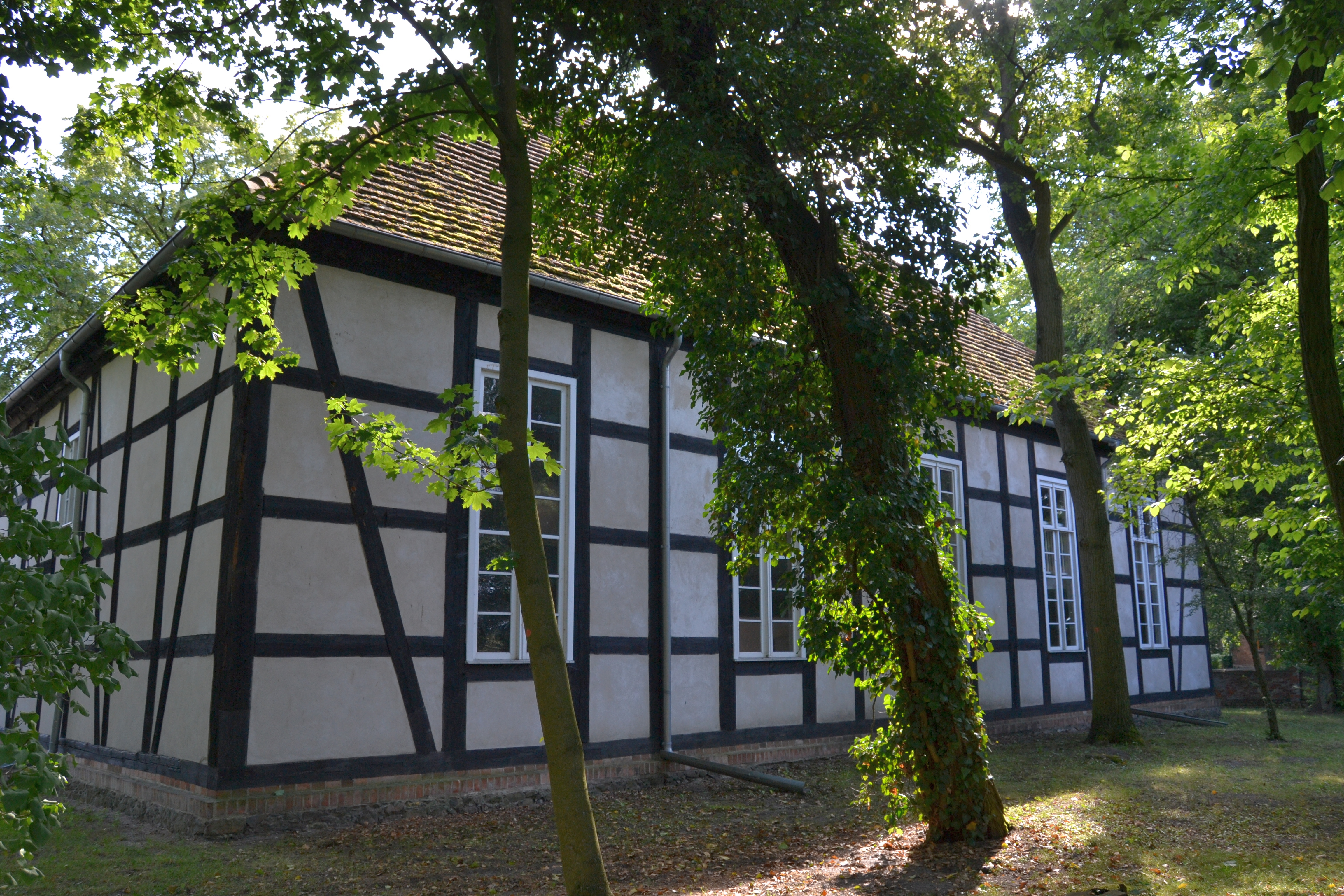
Dorfkirche Wilhelmsaue

Die evangelische, denkmalgeschützte Dorfkirche Wilhelmsaue steht in Wilhelmsaue, einer Ortslage in der Gemeinde Letschin im Landkreis Märkisch-Oderland in Brandenburg. Die Kirche gehört zur Kirchengemeinde Letschin-Oderbruch im Kirchenkreis Oderland-Spree der Evangelischen Kirche Berlin-Brandenburg-schlesische Oberlausitz.

## Beschreibung
Die 1820 gebaute, lediglich aus einem Langhaus bestehende Fachwerkkirche ist mit einem Walmdach bedeckt, das mit Fledermausgauben versehen ist. Die Wände sind mit hohen, rechteckigen Sprossenfenstern geöffnet.
Die Kirchenausstattung stammt aus der Bauzeit. Die 1922 von der W. Sauer Orgelbau Frankfurt (Oder) gebaute Orgel ist nicht mehr vorhanden. Die Kirche wurde zwar 1956/57 restauriert, blieb aber lange Zeit ungenutzt. Seit 1990 kümmert sich ein Förderverein u. a. um die Kirche.